# Апостол Павле
Свети апостол Павле (грч. Παῦλος), рођен је као Јеврејин, а постао је хришћански апостол, светитељ, проповедник и књижевник. Аутор је 14 књига и посланица Новога Завета.
Рођен је у Тарсу у јеврејској породици Венијаминовог племена. Најпре се звао Савле, учио код Гамалила и био фарисеј и прогонитељ првих хришћана који су такође били јеврејског порекла. Када се чудесно обратио у хришћанску веру постао је апостол и ватрени поборник и проповедник Јеванђеља, од граница Арабије до Шпаније. Страдао је због проповедања Јеванђеља и стрпљиво подносио муке, чврст и стамен у својој вери у Господа достигавши такво савршенство да је могао рећи: „Не живим ја, него Христос у мени“. Посечен је у Риму у време цара Нерона као и апостол Петар.
Од свог оца, ученог фарисеја, Павле је стекао прво образовање у Тарсу, где је поред Мојсијевог закона учио и ткачки занат; израђивао је ћилиме и војничке шаторе, што ће му касније, на мисионарским путовањима, бити један од начина издржавања. Тарс је у то време био чувен по свом универзитету, трећем по угледу после Атинског и Александријског. Школовање је наставио у Јерусалиму код тада чувеног фарисеја Гамалила (Дап 22,3; 5,34). Грчки језик и грчку књижевност знао је од ране младости.
У Светом писму спомиње се у причи о каменовању ђакона Стефана. У самом каменовању, није учествовао, али га је одобравао (Дап 7,60). Из необуздане мржње према новој вери, тражио је од јеврејских духовних власти да у Дамаску проналазе и хватају њене приврженике и бацају их у тамницу (Дап 9,1-2). На путу за Дамаск, после чудесног божанског чина, доживео је обраћење и тада се крстио и постао хришћанин (Дап 9,1-20; 22,5-16; 9-18). У Дамаску и Арабијској пустињи, Св. Павле је провео три године. Пошто је дознао да Јудејци уз помоћ намесника наватејског, цара Арете IV, у чијој се области налазио Дамаск, хоће да га убију, вратио се у Јерусалим да би с тим упознао Апостоле (Дап 9,23-26).
После петнаест дана боравка у Јерусалиму (Дап 9,23-26; 2 Кор 11,32-33; Гал 1,18), отишао је у своје родно место (Дап 9,30; Гал 1.18.20). Одатле је са Варнавом дошао у Антиохију где се већ била образовала прва хришћанска општина. Ту су обојица успешно проповедала. Године 44, одлазе заједно у Јерусалим, у коме нису затекли ниједног од Апостола. Одатле се Свети Павле са Марком, Варнавиним нећаком, враћа у Антиохију, а касније је у пратњи својих сарадника три пута путовао ради ширења хришћанске вере. У Православљу су ова путовања позната као мисионарска путовања Св. Павла.
На прво путовање од 45—48. године ишли су преко Селевкије на Кипар, одакле је Варнава био родом (Дап 4,36). Најпре је проповедао у Саламини и у другим местима и, најзад, у Пафу, где обраћа у хришћанство проконзула Сергија Павла. Одатле одлазе у Пергу Памфилијску (Мала Азија), а затим у Листру где је Павле био каменован. Потом иду у Дерву, и у повратку обилазе иста места која су посетили, па преко приморске вароши Аталије долазе најзад у Антиохију (Сиријску). (Дап 13 и 14; 2 Тим 3,11). Четрнаест година касније, после прве посете Јерусалиму (Гал 2,1; 1,8) године 49. Павле са Варнавом, Титом одлази у Јерусалим на Апостолски сабор.
Друго (49/50-52/53)
На друго путовање 49.-53., Павле је ишао са учеником Силом (Дап 15,22-40). Пропутовали су Сирију, Киликију, Фригију, Галатију, Македонију.
Треће Павлово путовање се збило у периоду од 53.-58. године. Кренуо је из Антиохије, кроз Галатију и Фригију и стигао у Ефес. Тамо је проповедао у синагоги, након чега је дошло до побуне ефеских златара предвођених извесним Димитријем, јер је Павлово проповедање индиректно било усмерено против њиховог извора прихода - продаје кипова (статуа) ефеске богиње заштитнице Артемиде (Дијане) и њеног храма. Након тога одлази у Троаду, затим Македонију, у Филипи, и Коринт (2 Кор 12,14; 13,1), у коме је провео три зимска месеца (Дап 20,1-3). За време ове треће посете 58. године, одавде пише посланицу Римљанима (Рм 16,23). При повратку, посетио је Филипе у Македонији, где се сусрео с јеванђелистом Луком. Затим је посетио Троаду, Ас, Митилину, острво Лезбос, Самос и Милит.
У Јерусалиму је Павле оптужен да је увео са собом у храм свог пратиоца Трофима, незнабошца. Незнабошци под претњом смртне казне нису смели да уђу у јеврејско светилиште. Због тога је протеран у Кесарију, где су га извели пред римског намесника Феликса и његову жену Друзилу, пред којима је одржао упечатљив говор. Саслушаван је у више наврата у току две године (58—60), у Фесту, га је саслушао јудејски цар Агрипа II. Као непоколебиви мисионар, Апостол је и овог пута проповедао, изневши своју биографију и велика дела Христова учињена на њему - обраћење (Дап 23,12-26,32).
Након тога Павле, у пратњи римске страже, плови у град Мир у Ликији, а одатле на Крит, па ка Малти, где се његова лађа насукала на спруд. Године 61. одлази у Рим где је проповедао тамошњим Јудејцима. У Риму је провео две године, од пролећа 61. до пролећа 63. године (Дап 27,1-18,15).
Из Рима одлази у Шпанију (63/64), затим у Далмацију, па у Ефес, где је Тимотеја поставио за првог епископа Ефеса (64/45). Затим је преко Троаде (1 Тим 4,13) отпутовао у Македонију (1 Тим 3,14). Неко време провео је на Криту, где је Тита поставио за Епископа (Тим 1,5) па одатле у Никопољ у Епиру. 66. године, поново је затворен у Риму (2 Тим 4,16-18).
Пострадао је мученички, 65. године. Посечен је мачем као римски грађанин.
Православна црква га прославља 29. јуна по јулијанском календару.
„Добар рат изратовах, веру сачувах.“

## Биографија
Павле се родио и живео, бар у првим годинама свог живота, у Тарсу киликијском (у данашњој Турској, тада у Римском царству). Тарс, седиште познатог универзитета у то време, и центар стоичке филозофије, предњачио је у Павлово време по хеленском образовању, чак и у односу на Атину и Александрију. Павле је био јеврејски студент фарисеја. Основ и центар његовог образовања била је свакако, као и за све јудејске младиће, синагога са изучавањем Торе и јудејске побожности. Чињеница да Павле познаје Стари завет и да га у својим посланицама употребљава по грчком преводу. Изучио је занат за израђивача шатора.
Мрзео је хришћане, чак је помагао при убиству св. Стефана. Савле је гонио Цркву, упадао је у домове верујућих, хватао их и слао у затвор. На путу у Дамаск, да ухапси групу хришћана, доживео је своје преобраћење. Према сопственим речима, ослепио је од јаког небеског светла и чуо Исусове речи : ”Павле, зашто ме прогониш? ” То искуство је на њега тако утицало, да се преобратио на хришћанство, био је крштен и почео прокламовати Еванђеље. У Јерусалему, у почетку су били сумњичави према њему, док се нису уверили да се стварно преобратио. По преласку Павла у хришћанство Барнаба га је први увео међу апостоле и постао му добар пријатељ.

### Прво путовање
Нови преобраћеник Павле и вођа антиохијских хришћана Варнава постају блиски сарадници у мисионарском раду. Први пријем „нејевреја“ у јеврејску хришћанску заједницу догодио се са сагласношћу вођства хришћанске заједнице у Јерусалиму пре 46–47. године, када су Павле и Варнава посетили Јерусалим да би донели помоћ заједнице у Антиохији за заједницу у Јерусалиму. Након прихватања првих "иновераца" у хришћанску заједницу, они чине даљи корак у тражењу „незнабожаца” мисионарском методом. Павле, заједно са Варнавом, представља можда иницијатора овог плана.
Варнава и Павле су кренули на прво мисионарско путовање (47–48) које почиње у Антиохији и обухвата Кипар, Пергу и Памфилију, Антиохију Писидијску, градове Ликаоније (северна Галатија), као Иконију, Листру и Дерве. Варнава је био веома утицајан међу хришћанима. У граду Листри, људи су прозвали Варнаву Зевсом (врховно божанство), док су за Павла одабрали име Хермес (гласник богова) (Дела 14:12). У свим овим градовима и областима Галатије осниване су заједнице које чине хришћани Јевреји и нејевреји, који у почетку живе хармонично без нарочитих проблема, као што је био случај у Антиохији.

### Јерусалимски сабор
Прва озбиљна криза положаја „нејевреја“ у заједници настаје у Галатији и Антиохији 49. године, по питању обавезности обрезања хришћана. Међу хришћанима су се развиле две струје. Јудеохришћани су веровали у обавезност Мојсијевог закона, док је Павле говорио да су нејевреји слободни од њега. Павле је желео да укине обрезивање и остале законе којих су се они придржавали (Дела 21:21), због чега је сав Јерусалим био у пометњи (Дела 21:31). Варнава је веровао да људи неће заслужити спасење уколико се не обрежу по јеврејском обичају. Између њих двојице “...дође до заоштрености, тако да се расташе један од другога” (Дела 15:39).
Ради решавања спора, да ли је нејеврејима који су прихватили Исусово учење обавезан Мојсијев Закон, сазван је сабор раних хришћанских вођа у Јерусалиму око 49. године. Павле је био главни заступник става да нејевреје треба ослободити од поштовања јеврејског закона. У почетку се многи апостоли, укључујући и Петра, нису слагали са тим. Павле је на сабору поставио следеће питање Петру: „Када ти који си Јеврејин живиш незнабожачки а не јудејски, зашто присиљаваш незнабошце да живе јудејски?“ (Гал. 2, 14). Након тога, сабор је делимично подржао Павлово гледиште. Одлучено је да се нејевреји преобраћени на хришћанство не морају држати Мојсијевих закона, укључујући обрезивање мушке деце, али су задржане забране конзумације крви, крвавог меса, меса неправилно закланих животиња, блуда и идолатрије.

### Друго путовање
Друго Павлово мисионарско путовање (49–52. године) почиње у Антиохији у пратњи Силе — овај пут без Варнаве. После посете црквама Ликаоније и придруживању Тимотеја у Листри, одлази у Фригију и галатијску земљу и у наставку у Троаду, после које, након једне визије, иде у Македонију. Ту му се прикључује и Лука, који у Делима апостола од тада описује догађаје у првом лицу множине. У Филипима у Македонији се оснива прва Црква на тлу Европе. У наставку путовања Павле стиже преко Амфиполиса и Аполоније у Солун, који због прогона брзо напушта, те стиже до Бера — где из истих разлога остаје кратко — и одатле у Атину, где није имао успеха.
Дела апостолска наводе говор у Атини и наводи два имена, Дионисија Ареопагита и Дамару који су плод ове посете. Атињани су посматрали Павла са сумњом и ставом „да чујемо опет о томе“. Чини са да је, по Луки, проповед о васкрсењу мртвих, била главни камен спотицања за атинске филозофе. Следећа станица на путовању био је трговачки град Коринт, у коме Павле остаје годину и по дана у друштву Акиле и Прискиле и пише две посланице Солуњанима. Из Коринта, заједно са Акилом и Прискилом, одлази у Ефес, из кога посећује Кесарију у Палестини и можда закратко Јерусалим, да би се вратио у Антиохију, у којој не остаје дуго и напушта је једном за свагда.

### Треће путовање
Треће мисионарско путовање (52–56. године) има за циљ Ефес, одакле Павле посећује Малу Азију и Грчку. Тада, највероватније у Ефесу, где је Павле заточен, настају све или неке од Посланица из сужањства (Филипљанима, Колошанима, Филимону, Ефесцима), иако их предање смешта у време касније Павловог сужањства у Риму. Од Павлових делатности током овог путовања издвајају се односи са Црквом у Коринту. Плод тог односа је неколико путовања тамо, као и сачувана преписка (1. и 2. Коринћанима), а можда и трећа посланица (по некима и четврта) које нису сачуване. Приликом треће посете Павла Коринту, настаје Посланица Римљанима, теолошки текст који ће између осталог открити и Павлов став о положају „незнабожаца“ у хришћанству.

### Даља путовања
Забележено је и четврто путовање апостола Павла (62–64. године), после његовог боравка и двогодишњег заточеништва у Риму, које покрива запад, можда све до Шпаније. По Пастирским посланицама (1. и 2. Тимотеју и Титу) ово путовање обухвата и поновни пут на исток, углавном у Малу Азију, Крит, Македонију и Илирик, да би се поново завршило у Риму.
Павле је оснивао цркве по читавом источном Средоземију, углавном у урбаним центрима. Он је од својих преобраћеника створио чврсто повезане заједнице које Вејн Микс назива „првим градским хришћанима". Биле су то социјално и етнички разноврсне скупине у којима су били измешани трговци, робови и богати покровитељи, чија је дужност била да помажу и подржавају један другог, очекујући Христов тријумфални повратак.

### Смрт
Павле је, по предању, у Риму страдао мученичком смрћу у току Нероновог прогона. Према предању, одрубили су му главу мачем око 65. године.

## Дела
Павле је написао највећи део Новог Завета, односно приписује му се четрнаест посланица које подробно излажу његово виђење хришћанства. Павлове посланице су биле написане пре Матејевог, Марковог, Лукиног и Јовановог еванђеља. Он је имао кључну улогу у писању Новог завета, јер су чак и четири јеванђеља написана под утицајем његових посланица, како сам истиче: “По благодати Божијој која ми је дана, ја сам као мудри неимар поставио темељ, а други назиђује.” (1 Коринћанима 3:10).
Следеће посланице се традиционално сматрају Павловим:
- Посланица Римљанима
- Прва посланица Коринћанима
- Друга посланица Коринћанима
- Посланица Галатима
- Посланица Ефежанима
- Посланица Колошанима
- Посланица Филипљанима
- Прва посланица Солуњанима
- Друга посланица Солуњанима
- Прва посланица Тимотеју
- Друга посланица Тимотеју
- Посланица Титу
- Посланица Филемону
- Посланица Јеврејима

Међу посланицама које се традиционално називају Павловим, библијска критика разликује аутентичне и неаутентичне, то јест оне којима је аутор Павле, те оне којима је аутор неки други хришћански писац. И једне и друге сматрају се у хришћанству надахнутима.
Један од најпознатијих његових текстова је "Химна љубави" из Друге посланице Коринћанима.

## Учење
Павле многе јеврејске и грчке појмове пуни новим значењем. Он широко примењује хеленско образовање у своме учењу. Павле цитира изреку „лоше друштво квари добре обичаје“ (1. Кор 15, 33), коју су користили Менандар и Еурипид. Такође, неке стоичке идеје износи као хришћанске, на пример појам „врлине“ (Фил 4, 8), нарочито „довољности“ (Фил 4, 11) и „саобразности“ (1. Кор 7, 35). Павле прибегава „природи“ као учитељици добра (1. Кор 11, 14) и позајмљује шире форме из хеленског погледа на свет, као што је поларизовање идејног и искуственог света, „бића“ и „небића“, „тела“ и „духа“ итд. (уп. Рим 1, 20; 4, 17 и 8, 3–4).

### Гносис
Разлика између обичних хришћанских „верника" и оних који поседују „гносис" јавља се већ у Павловим посланицама. Павле каже да се једном приликом „нашао на трећем небу — да ли телом или душом, то не знам”. Тамо је у заносу мистичне екстазе „чуо ствари које се не могу саопштити, које човек не сме изрећи”. Павле каже да је кроз духовно општење са Исусом открио »скривене мистерије« и »тајну мудрост«, које не дели са свима него са хришћанима које сматра зрелим.
У Првој посланици Коринћанима (поглавја 8 и 9), Павле каже да је он, због сопствене гносе, слободан да једе и пије шта жели, слободан да путује са сестром хришћанком као са супругом и слободан да живи као еванђелиста на рачун заједнице. Ипак, каже Павле, „пошто нема свако гносу" (Прва Коринћанима 8: 7-13), он се драговољно одриче тих слобода, у корист човекољубља, како не би увредио потенцијалне преобраћенике или незреле хришћане. Изложио је мисли које ће утемељити најбитније одлике јуродства (1. Кор. 1, 18-21, 27-28; 2, 16; 3, 18-19; 4, 10).
У Посланици Ефешанима се говори о различитим космичким силама, властима и поглаварствима (види архонти) што обитавају „испод неба”, у „тами овога света”, и с којима треба водити непрекидну метафизичку борбу. Павлова теологија изложена у Ефешанима је, бар у неким својим елементима, блиска гностицизму.

### Христологија
Павле је важна личност христологије апостолског доба. Код њега је појам „Син Божји” већ попримио друкчије значење, те се Исус наводи као Син Божји од самог почетка. Централне теме његове христологије су идеја о п. н. е. и слављење Христа као Кириоса (господина). Исус више није био човек узвишен до бога, већ је био бог сишао да постане човек.

### Положај жена
„Ако језике човечије и анђелске говорим а љубави немам, онда сам као звоно које звони, или прапорац који звечи.
И ако имам пророштво и знам све тајне и сва знања, и ако имам сву веру да и горе премештам, а љубави немам, ништа сам.
И ако раздам све имање своје, и ако предам тело своје да се сажеже, а љубави немам, ништа ми не помаже.“

Прва посланица Коринћанима 13:1-8
Павлове посланице пружају обиље доказа да су жене имале истакнуту улогу у хришћанским заједницама тог времена. Павле у посланици Галаћанима наводи старију изреку да »у Христу нема ни мушког ни женског« и одобрава рад жена које он признаје као ђаконесе и сараднике. U посланици Римљанима, он, на пример, помиње Фебу, која је ђаконеса (или свештеница) у цркви у Ценкри и покровитељка самог Павла, којој он поверава задатак да однесе његову посланицу у Рим (стихови 1-2). И ту је Приска, која је заједно са својим мужем Аквилом одговорна за мисионарски рад међу незнабошцима и која издржава хришћанску заједницу у својој кући (стихови 3-4; запазити да се она помиње прва, а не муж). Ту је Марија, Павлова колегиница која ради међу Римљанима (ст. 6); ту су такође и Трифена, Трифоза и Персис, жене које Павле назива својим „сарадницама" у еванђељу (ст. 6, 12). А ту су и Јулија и мајка Руфусова и Нерејева сестра, које све изгледа имају истакнут положај у друштву (стихови 13, 15). А најупечатљивије од свега је што он поздравља једну жену, Јунију, као истакнутог апостола, старијег од њега у покрету.
Међутим, у Павловим посланицама постоје и другачији пасуси. У Посланици Коринћанима стоји: »... жене треба да ћуте у црквама. Јер се њима не дозвољава да говоре, него треба да буду потчињене. Срамотно је за жену да говори у цркви.« (И 14, 34) Због не слагања са Павловим контекстом, ово неки проучаваоци сматрају за каснији писарски уметак.
Павлова амбивалентност је двојако утицала на положај жена у раном хришћанству. У неким црквама се након њега наглашавала једнакост у Христу; у другим потреба да жене остану потчињене мушкарцима.

### Проповед народима
Исус је проповедао еванђеље Јеврејима говорећи: „Ја сам послан само изгубљеним овцама дома Израелова” (Матеј 15:24, 10:5-6). Првобитни ученици су такође проповедали еванђеље само Јеврејима (Дела 11:19). Павле је проширио хришћанство на нејевреје, почевши да проповеда свим народима. Он је тврдио да је њему „поверено еванђеље за необрезане као Петру за обрезане” (Галатима 2:7), подразумевајући под обрезанима Јевреје, а под необрезанима остале народе. Павле објављује једнакост Јевреја и нејевреја, робова и слободних људи, мушкараца и жена у новој вери:
„Нема више Јеврејина ни Грка; нема више роба ни слободњака; нема више мушкога ни женскога: јер сте сви ви једно у Христу Исусу.”
Павле је убеђивао припаднике политеистичких религија Римског царства да је јеврејски Бог једини коме се треба молити и да је Исус његов син који је све грехе овог света узео на себе и умро због њих, и који ће се ускоро вратити ради суда на земљи (види 1 Сол. 1:9-10).

### Одвајање од јудаизма
Павле је желео да укине пост, обрезивање и остале законе којих су се првобитни јеврејски хришћани придржавали. У својим посланицама (као што су Римљанима и Галатима), Павле пише да спасење долази помоћу вере у Христа, а не обављањем радњи које прописује јеврејски закон. Заједнице које су следиле учења Павла увелико су присвојиле његово убеђење да је „Христ крај закона за свакога ко верује, био он Јеврејин или нејеврејин”. Већина верника тумачила је ту Павлову изјаву као тврдњу да су обрезивање и поштовање кошер закона и јеврејских фестивала у супротности са еванђељем.
У Делима апостолским се спомиње та Павлова нова доктрина и вели: „О теби (Павлу) су обавештени да све Јудејце, који су међу многобошцима, учиш и одвраћаш од Мојсија, говорећи им да не обрезују своју децу и да не живе по својим обичајима” (21:21), додајући да је сав Јерусалим био у пометњи због Павла (Дела 21:31).
Апостол Павле и његови ученици су полемисали с Исусовим ученицима окупљеним у Јерусалиму око групе предвођене Јаковом. Павле и његови пратиоци били су поборници култа васкрслог Христа, и својим су митолошким интерпретацијама непосредно допринели формирању нове религије, хришћанства, као својеврсног теолошког отклона у односу на есхатолошки јудаизам Исуса, Јакова и њихових првих присталица.

## Одавање поштовања
Павле данас има веома истакнуту улогу у хришћанству и сматра се заслужним за његово глобално ширење. Спомендан му је 29. јун, заједно са св. Петром.
Заштитник је писаца, новинара, гласноговорника, бискупа, мисионара, израђивача шатора, против змијског отрова, чланова покрета Цурсилло, града Рима, Малте и многих других места широм света.

## Критике
Проповедања Петрова, ранохришћански спис с почетка 2. века, преноси да Павле међу поганима научава науку која није у складу са Законом, те Мојсијев закон одбацују они покрштени погани који су прихватили учење од »човјека непријатеља«, тј. Павла. Спис је изложен у виду проповиједи које апостол Петар шаље јерусалимском епископу Јакову, који је прави поглавар читаве хришћанске Цркве (episcopus episcoporum).
Новоплатонски филозоф Порфирије (око 233-309) критикује апостоле, посебно Павла, јер су писали измишљене лажи и приписали Исусу ствари које никада није радио. Порфирије оцењује да је Павлова недосљедност „прорачуната лукавштина, свјесна дволичност”, којом се жели свима додворити:
Павле жели бити свима све, Јеврејин са Јеврејима, Грк с Грцима, варварин с варварима, а све је то ласкање пожудама људи у жељи за таштом славом и за добрим парама.— Porfirije
Еузебије почетком 4. века пише о постојању јудео-хришћана ебионита, који сматрају да је потребно одбацити Посланице апостола Павла, називајући га одступником.
Нововековни филозоф Фридрих Ниче сматра да је Павле, „тај ужасни варалица” кривотворио Исусову поруку, и историјску истину Еванђеља. Ниче сматра да ни сам Павле није веровао у лаж о „ускрслом” Исусу коју је ширио, већ је то чинио из користољубља:
„Радосна вест” у стопу је пратила оно најгоре од свега: оно Павлово. У Павлу се отеловљава тип супротан „радосном веснику”, геније у мржњи, у визији мржње, у незахвалној логици мржње. Шта све за мржњу није жртвовао овај дисангелист! Пре свега, искупитеља... Живот, пример, порука, смрт, смисао и право целог Јеванђеља — ништа више није постојало када је овај кривотворитељ схватио да је мржња једино што би могао да употреби. Ни реалност, ни историјска истина! ... И поново је свештенички инстинкт Јеврејина починио исти велики злочин над историјом — јучерашњицу, прекјучерашњицу хришћанства он једноставно прецртава и за себе измишља историју правог хришћанства... Павле је једноставно померио тежиште тог укупног постојања иза тог постојања — у лаж о „ускрслом” Исусу. У основи, он уопште није могао да употреби живот искупитеља — била му је потребна само смрт на крсту и још нешто више... Један Павле, чији је завичај био седиште просвећеног стоицизма, држао је за часно да од једне халуцинације направи доказ за искупитељево надживљавање... Павле је хтео циљ, дакле хтео је и средства... Оно у шта он сам није веровао, идиоти међу које је ширио своје учење веровали су.— Фридрих Ниче
Ниче сматра да је Павлу била потребна моћ, а то је могао постићи само концептима, доктринама, симболима којима се тиранишу масе, формирају стада. Павле је изумео бога који „срамоти световну мудрост”, да би објавио рат добрим филолозима и лекарима александријске школе. Он је открио како може помоћу малог секташког хришћанског покрета на рубу јеврејства запалити „светски пожар”, како се симболом „бога распетог на крсту” могу сва скривена комешања у Царству концентрисати у огромну моћ. Павле је искористио хришћанство као формулу за подизање подземних култова свих врста - на пример Озирисов, велике Мајке, Митрин — и њихово сабирање. Он је представе којима су те религије опчињавале масе, „сурово, без икаквог обзира према истини”, ставио у уста његовом измишљеном „спаситељу”.